# Red Scorpion
Red Scorpion is een Amerikaans-Zuid-Afrikaanse film uit 1988 van Joseph Zito met Dolph Lundgren in de hoofdrol.

## Verhaal
Nikolai Petrovitch Rachenko (Dolph Lundgren), is een Sovjet-Spetsnaz-elitesoldaat. Hij wordt naar een Afrikaans land gestuurd waar Sovjet-, Tsjechoslowaakse en Cubaanse troepen de lokale overheid helpen om anticommunistische rebellen uit te roeien. Zijn taak is om de rebellenleider Sundata te vermoorden.
Via een opgezette actie belandt hij in de cel bij een rebellengeneraal. Samen ontsnappen ze en belanden ze in het rebellenkamp. Hoewel de rebellengeneraal hem vertrouwt doet Sundata dit niet en hierdoor wordt zijn moordpoging verijdeld. Ze sturen hem terug naar de Russen alwaar hij wordt gefolterd voor zijn mislukking. Hij kan echter voor zijn terechtstelling ontsnappen en belandt zo bij de Bosjesmannen. Hij trekt een tijdje met hen op en leert hierdoor de echte aanwezigheid van de legers en de onderdrukking van het volk. Als dan een dorp van deze stam uitgemoord wordt kiest hij resoluut de kant van het volk en van de rebellen. Samen gaan ze de finale strijd aan met het leger.

## Rolverdeling
| Acteur            | Personage                  | Beschrijving            |
| ----------------- | -------------------------- | ----------------------- |
| Dolph Lundgren    | Luitenant Nikolai Rachenko | Russische elite-soldaat |
| M. Emmet Walsh    | Dewey Ferguson             | oorlogsreporter         |
| Al White          | Kallunda Kintash           | rebellengeneraal        |
| T. P. McKenna     | Generaal Vortek            | Russische generaal      |
| Carmen Argenziano | Kolonel Zayas              |                         |
| Alex Colon        | Sergeant Mendez            |                         |
| Brion James       | Krasnov                    |                         |
| Ruben Nthodi      | Ango Sundata               | rebellenleider          |

## Productie en controverse
Van het plan om in Swaziland op te nemen werd afgeweken nadat men geen toestemming kreeg om er te filmen. Hierdoor werd de film gemaakt op verschillende locaties in Namibië in die tijd nog Zuid-Afrika. Daarop werd de film veroordeeld door verschillende organisatie waaronder "Artisten en atleten tegen Apartheid" omdat deze film de boycot tegen Zuid-Afrika doorbrak.
Ook de taalbarrière met de lokale figuranten was een enorme hinderpaal. De meesten kenden geen film en konden hierdoor de handelingen van herhalen op de set niet begrijpen. Hele stukken van rituelen moesten hierdoor van begin tot einde gefilmd worden.
Het budget voor de film steeg door bovenstaande en andere omstandigheden tot het dubbel van het vooropgestelde budget.
In de nasleep van de opname kwam het tot een conflicten tussen de regisseur, Joseph Zito, en de producer Jack Abramoff, die vond dat er meer geweld in voor kwam dan gepland. Abramoff richtte daarop het "Committee for Traditional Jewish Values in Entertainment" (comité voor traditionele joodse waarden in amusement) op om films met minder geweld en meer het verhaal met waarden uit te brengen.
De sequel, Red Scorpion 2, die in 1994 uitkwam, heeft geen link met de verhaallijn van de eerste film.